# Le hasard mène l'enquête
Pour plus de détails, voir Fiche technique et Distribution.
Le hasard mène l'enquête est un court-métrage français réalisé en 1951 par Jean Perdrix.

## Fiche technique
- Réalisation : Jean Perdrix
- Photographie : Charles Suin
- Musique : Camille Sauvage
- Son : Séverin Frankiel
- Format : Noir et blanc - 1,37:1  - Son mono
- Genre : court métrage policier
- Durée : 21 min
- Année de sortie en France : 1951

## Distribution
- Jean-Jacques Delbo : l'inspecteur Jouve, chargé de l'enquête sur l'assassinat d'un bijoutier
- Albert Rémy : Émile Chouzet
- Guy Decomble : Bromberg, l'employé